# Sulfamida
Una sulfamida (llamada en grupo sulfas) es una sustancia química sintética derivada de la sulfonamida, bacteriostática y de amplio espectro. Las sulfamidas se emplean como antibióticos, antiparasitarios y coccidiostáticos en el tratamiento de enfermedades infecciosas. Las sulfas son usadas tanto en medicina humana, como el sulfametoxazol, la sulfadiazina y la sulfabenzamida, así como veterinaria, como el sulfanitrato, el sulfapirazol, la sulfaquinoxalina y la sulfadimetoxina. Las sulfonamidas fueron los primeros medicamentos eficaces empleados para el tratamiento sistémico de infecciones bacterianas en el ser humano.

## Historia
Las sulfonamidas fueron los primeros compuestos químicos utilizados para desarrollar fármacos eficaces como antimicrobianos y pavimentaron el camino para la revolución de los antibióticos en la medicina humana y veterinaria. El primero de las sulfamidas fue el denominado Prontosil, que es un profármaco. Los experimentos con Prontosil comenzaron en 1932 en los laboratorios de Bayer, para entonces componente de la enorme empresa química alemana IG Farbenindustrie AG. El Prontosil es un colorante azoico que contiene un grupo sulfonamídico, descubierto por un equipo bajo la dirección general del ejecutivo de Farben, Heinrich Hoerlein, sintetizado por el químico de Bayer Josef Klarer y probado bajo la dirección del médico/investigador Gerhard Domagk. La primera comunicación oficial sobre el descubrimiento revolucionario no se publicó hasta 1935, más de dos años después de que el medicamento fue patentado por Klarer y su socio de investigaciones Fritz Mietzsch.
El Prontosil fue el primer medicamento descubierto que efectivamente podría tratar una amplia gama de infecciones bacterianas en el interior del cuerpo. Tenía una fuerte acción de protección contra las infecciones causadas por estreptococos, incluidas las infecciones de la sangre, fiebre puerperal, y la erisipela, y poseía un menor efecto sobre las infecciones causadas por otros cocos. Sin embargo, no tuvo efecto en absoluto in vitro, ejerciendo su acción antibacteriana solo en animales vivos. Se descubrió luego por un equipo de investigadores franceses, liderados por Ernest Fourneau, en el Instituto Pasteur que el fármaco se metaboliza en dos porciones dentro del cuerpo, liberando del tinte que era la parte inactiva, un compuesto más pequeño, incoloro y activo llamado sulfanilamida. El descubrimiento ayudó además a establecer el concepto de "bioactivación".
El resultado fue un favoritismo global por la sulfa. Por varios años a finales de los años 1930, cientos de empresas fabricaron decenas de miles de toneladas de diversas formulaciones de la sulfa. Ello, aunado a la inexistencia de requisitos de ensayos farmacológicos previos llevó al «desastre del elíxir sulfanilamida» en el otoño de 1937, en el que al menos 100 personas resultaron envenenadas con dietilenglicol. Esto condujo a la aprobación en los Estados Unidos de América de la Ley Federal de Alimentos, Medicamentos y Cosméticos de 1938. Por ser el primer antibiótico y el único efectivo disponible en los años previos a la penicilina, las sulfonamidas continuaron prosperando a través de los primeros años de la Segunda Guerra Mundial. Se le atribuye haber salvado la vida de decenas de miles de pacientes, incluyendo a Franklin Delano Roosevelt, Jr. (hijo del presidente Franklin Delano Roosevelt) (en 1936) y a Winston Churchill. La Sulfa tenía un papel central en la prevención de infecciones de heridas durante la guerra. El polvo de sulfa era parte del botiquín de primeros auxilios de los soldados estadounidenses y se les decía que esparcieran el polvo sobre cualquier herida abierta.
Muchos miles de moléculas que contienen la estructura de la sulfanilamida se han creado desde su descubrimiento, obteniéndose formulaciones mejoradas con mayor eficacia y menos toxicidad. Las Sulfamidas todavía se utilizan mucho para afecciones como el acné e Infección urinaria, y están recibiendo un renovado interés para el tratamiento de infecciones causadas por bacterias resistentes a otros antibióticos.

## Química
La fórmula básica de las sulfamidas tiene similitud estructural con la ácido p-aminobenzoico. Las propiedades químicas, físicas, farmacológicas y antibacterianas de las diferentes sulfamidas se logran al ligar radicales (R) al grupo amida (–SO2–NH–R) o al grupo amina (-NH2) del núcleo sulfamida. Estas son moléculas más solubles en soluciones alcalinas que en las que tienen un pH ácido. La mayoría de los preparados comerciales vienen en fórmulas de sales para administrar en terapia intravenosas.
El compuesto sulfanilamida es más activo en la forma protonada, que en el caso del ácido funciona mejor en un entorno alcalino. La solubilidad de la droga es muy baja y, a veces puede cristalizarse en los riñones, debido a su primer pKa de alrededor de 10. Esta es una situación muy dolorosa para los pacientes, por lo que se les indica tomar el medicamento con abundante cantidad de agua. Los compuestos más nuevos tienen un pKa de alrededor de 5-6, para evitar así el problema renal.
El grupo SO2NO2 no es un requisito estructural en sí para la acción antimicrobiana, sino que el azufre es el que se une al anillo benceno directamente. Por su parte el grupo NH2—cuyo nitrógeno ha sido denominado N4—es una estructura esencial y suele sustituirse por radicales que se transformen luego en un grupo amino libre en el cuerpo. La sustitución del núcleo aromático del nitrógeno N1 conlleva a compuestos extraordinariamente potentes.

## Mecanismos de acción
Las sulfamidas son bacteriostaticas, es decir, detienen el crecimiento de las colonias bacterianas. Son antagonistas del ácido paraminobenzoico, imprescindible para la síntesis del ácido fólico bacteriano. Los microorganismos que son susceptibles a las sulfamidas requieren del PABA extracelular para la producción del ácido dihidrofólico, un paso esencial en la producción de las purinas y la síntesis de ácidos nucleicos. Las sulfamidas actúan como análogos estructurales del PABA, inhibiendo competitivamente a la enzima dihidropteroato sintasa. Al bloquear la síntesis del ácido fólico, se inhibe el crecimiento y reproducción del germen.
Aunque las sulfas por sí solas son bacteriostáticas, combinadas con diaminopirimidinas, como la trimetoprima, se convierten en un bactericida, comparable a los antibióticos de amplio espectro.

## Indicaciones
En sus acciones, las sulfamidas inhiben tanto a bacterias Gram positivas y bacterias Gram negativas, a nocardias, Chlamydia trachomatis y algunas protozoarios. Bacterias entéricas como la E. coli, Klebsiella, Salmonella, Shigella, y enterobacter se ven inhibidas. Es interesante que las Rickettsia no son inhibidas por las sulfamidas, sino que parecen verse estimuladas por el fármaco.
Resistencias: por mutaciones y transferencia (mutación de genes) de unas a otras. Las células de mamíferos y algunas bacterias carecen de las enzimas que son requeridas para la síntesis de ácido fólico y dependen de fuentes exógenas para suplir el folato. Por lo tanto, estos son organismos que no se ven afectados por las sulfamidas. Aquellos microorganismos con resistencia a las sulfamidas lo logran por mutaciones que ocasionan una sobreproducción de PABA, que estimulen la producción de enzimas que tengan poca afinidad por la sulfamida o que causen una disminución o pérdida de la permeabilidad por la droga. La producción de la enzima dihidropteroato sintasa de baja afinidad por las sulfamidas es a menudo codificado por un plásmido que puede ser transmitida y diseminado con rapidez y a grandes extensiones de espacio.

### Usos
- brucelosis
- colitis ulcerosa
- infecciones gastrointestinales

- infecciones respiratorias
- neumonía
- prostatitis

## Farmacocinetica
Mala absorción por vía oral, se distribuye uniformemente, con distinta capacidad de unión a proteínas. Las sulfamidas pueden ser agrupadas en tres grupos principales, aquellas que son administradas por vía oral y son absorbibles, los de administración oral pero no son absorbibles y los de aplicación tópica. Las sales de sulfonamidas son administradas por vía intravenosa. Las sulfamidas orales absorbibles se clasifican en acción corta, media o larga, dependiendo de su vida media. Estos se distribuyen ampliamente por los tejidos, incluyendo el líquido cefalorraquídeo, placenta y el feto. Se unen a proteínas entre un 20-90%. Las concentraciones terapéuticas alcanzan entre 40-100 g/ml y pueden alcanzar concentraciones máximas entre 2-6 horas seguida su administración oral. Las sulfamidas y sus metabolitos son eliminados por vía renal.

### Interacciones medicamentosas
Asociación a Trimpetoprim: inhibe las enzimas de síntesis de ácido fólico bloqueando la síntesis de ácido fólico, potenciando así, la acción de sulfamidas. Todas las sulfamidas tienen reacciones cruzadas alérgicas entre ellas mismas y sus derivados, como los diuréticos inhibidores de la anhidrasa carbónica, tiazidas, furosemida, y otros agentes, cumarínicos.

### Efectos adversos
Las reacciones adversas más frecuentes son fiebre, sarpullido, dermatitis, fotosensibilidad, picazón, náusea, vómito y diarrea. Asociado con la administración de sulfamidas, aunque en menos del 1% de los usuarios, es el potencialmente fatal síndrome de Stevens-Johnson.
Es contraindicada en mujeres embarazadas y niños menores de 6 años, ya que produce litiasis renal, hepatitis, anemia hemólitica, Cristaluria: puede producir insuficiencia renal aguda; puede desplazar a la bilirrubina de su unión a proteínas, que se pueden depositar en el sistema nervioso central y dar lesiones graves.
En mujeres embarazadas las sulfas atraviesan la placenta y estas son distribuidas en la leche materna.
En la medicina veterinaria, las fulfamidas alteran el tracto gastrointestinal de los gatos, aumentando también su hipersensibilad. Además de que el fármaco se cristaliza en el riñón.
Otras:
- reacciones alérgicas
- anemias hemoliticas en deficiencias de G6PD[5]
- anemia y leucopenia